# Comuna Broby
Broby (Broby Kommune) a fost o comună din comitatul Fyns Amt, Danemarca, care a existat între anii 1970-2006. Comuna avea o suprafață totală de 99,94 km² și o populație de 6.331 de locuitori (în 2006), iar din 2007 teritoriul său face parte din comuna Faaborg-Midtfyn.
1. ↑  Danske borgmestre 1970-2018 (PDF)